# Stonehaven
Stonehaven er en by i Aberdeenshire i Skotland. Den ligger på Skotlands nordøstlige kyst og har 11.170(2016) indbyggere. Som den gamle county town i Kincardineshire, voksede Stonehaven frem fra en fiskerlandsby fra jernalderen. Denne del kaldes i dag "Auld Toon" ("old town"=den gamle by), og blev udvidet ind i landet. Så sent som i 1500-tallet ses kort der skriver byen som Stonehyve, Stonehive, Pont brugte det alternative Duniness.
Byens togstation er Stonehaven railway station, hvorfra der er togforbindelse til bl.a. Edinburgh, Glasgow og London. Byen ligger øst for A90 road. Omkring 3 km syd for byen ligger fæstningsruinen Dunnottar Castle, der blev grundlagt i middelalderen.
Langs kajen ligger Stonehaven Tolbooth, der er et lokalmuseum.